# Dryfująca klasa
Dryfująca klasa (jap. 漂流教室 Hyōryū kyōshitsu) – manga z gatunku horror autorstwa Kazuo Umezu, publikowana na łamach magazynu „Shūkan Shōnen Sunday” wydawnictwa Shōgakukan w latach 1972–1974. W Polsce prawa do jej dystrybucji zakupiło wydawnictwo Japonica Polonica Fantastica.
W 1987 manga została zaadaptowana na film live action w reżyserii Nobuhiko Obayashiego. W 1995 roku premierę miała adaptacja amerykańska zatytułowana Drifting School. Na podstawie mangi powstała powstała także TV drama zatytułowana Long Love Letter: Hyōryū kyōshitsu.
W 1974 roku manga zdobyła nagrodę Shōgakukan Manga.

## Fabuła
Szóstoklasista Sho Takamatsu udaje się do szkoły po kłótni z matką Emiko. W międzyczasie włamywacz wkrada się do szkoły, aby ukraść pieniądze. W trakcie lekcji pojawia się nagły wstrząs, a szkoła zostaje przeniesiona na nieziemskie pustkowie. Yu, trzyletni chłopiec, który także został przeniesiony podczas wstrząsu, pokazuje Sho pomnik zakopany w kurzu, upamiętniający zniknięcie ich szkoły. Okazuje się, że szkoła przeniosła się w czasie do postapokaliptycznej przyszłości zniszczonej przez katastrofy ekologiczne.
Gdy beznadziejność ich sytuacji staje się oczywista, większość dorosłych popada w obłęd. Dostawca Sekiya gromadzi zapasy żywności szkoły i składa w ofierze nauczycieli, którzy próbują go powstrzymać, ale zostaje obezwładniony przez klasę Sho. Tymczasem nauczyciel Wakahara morduje swoich współpracowników oraz kilkoro uczniów, zanim zostaje zabity przez Sho w obronie własnej. Gdy wszyscy dorośli, poza Sekiyą, nie żyją, Sho i jego towarzysze próbują stworzyć coś na kształt quasi-rządu, aby przewodzić dzieciom. Nishi, uczennica ze zdolnością telepatii, nawiązuje kontakt z Emiko, która w swojej epoce przygotowuje przedmioty mające pomóc dzieciom przetrwać w przyszłości.
Uwięzione dzieci stawiają czoła wielu zagrożeniom w walce o przetrwanie, w tym wrogiej megafaunie, śmiertelnej zarazie, niedoborom jedzenia i wody, buntownikom siejącym niezgodę oraz postępującemu szaleństwu. Dodatkowo muszą zmierzyć się z sadystycznymi intrygami Sekiyi, którego zdrowie psychiczne stopniowo się pogarsza.
Ostatecznie pozostałe, na wpół zdziczałe dzieci odzyskują zdrowy rozsądek, gdy Otomo, wyróżniający się uczeń zazdrosny o Sho, przyznaje, że w noc poprzedzającą wstrząs podłożył w szkole dynamit, co prawdopodobnie spowodowało ich przemieszczenie w czasie, i przeprasza za swoje zachowanie. Włamywacz, który ucierpiał w wyniku eksplozji, przeżył, ale fragmenty jego ciała, w tym ramię i duża część mózgu, zostały przeniesione w czasie wraz ze szkołą, pozostając przy życiu i telepatycznie połączone z włamywaczem.
Nishi ostatecznie zapada w śpiączkę, jednak dzieciom udaje się wykorzystać jej moc po raz ostatni, aby wysłać Yu z powrotem w przeszłość. Sekiya pojawia się po raz ostatni, z zamiarem pokrzyżowania planów dzieci, ale zostaje zabity przez oderwane ramię włamywacza. Yu obiecuje, że spróbuje zapobiec wydarzeniom, które doprowadziły do ich przyszłości, i po powrocie do teraźniejszości dostarcza dziennik Sho do Emiko. Emiko poświęca swoją przyszłość na budowę sztucznego satelity, który będzie orbitował wokół Ziemi, niosąc zapasy niezbędne do założenia osady. W momencie, gdy Yu zostaje wysłany z powrotem do swoich czasów, satelita Emiko ląduje na jałowej Ziemi, dostarczając Sho i pozostałym dzieciom zasoby potrzebne do przetrwania. Dzieci pozostające w przyszłości przysięgają odbudować świat z popiołów przeszłości.

## Manga
Seria była publikowana w magazynie „Shūkan Shōnen Sunday” w latach 1972–1974. Wydawnictwo Shōgakukan zebrało jej rozdziały w 11 tankōbonach, wydawanych od czerwca 1974 do maja 1975. Między 17 lipca a 17 listopada 1998 ukazało się także 6-tomowe wydanie bunkoban.
W Polsce licencję na wydanie edycji bunkoban nabyło wydawnictwo Japonica Polonica Fantastica.
| Nr | Język japoński    | Język japoński         | Język polski  | Język polski           |
| Nr | Data wydania      | ISBN                   | Data wydania  | ISBN                   |
| -- | ----------------- | ---------------------- | ------------- | ---------------------- |
| 1  | 17 lipca 1998     | ISBN 978-4-09-193171-9 | czerwiec 2023 | ISBN 978-83-8264-214-8 |
| 2  | 17 lipca 1998     | ISBN 978-4-09-193172-6 | wrzesień 2023 | ISBN 978-83-8264-215-5 |
| 3  | 17 września 1998  | ISBN 978-4-09-193173-3 | grudzień 2023 | ISBN 978-83-8264-216-2 |
| 4  | 17 września 1998  | ISBN 978-4-09-193174-0 | maj 2024      | ISBN 978-83-8264-217-9 |
| 5  | 17 listopada 1998 | ISBN 978-4-09-193175-7 | listopad 2024 | ISBN 978-83-8264-218-6 |
| 6  | 17 listopada 1998 | ISBN 978-4-09-193176-4 | marzec 2025   | ISBN 978-83-8264-219-3 |

## Film live action
Adaptacja w postaci filmu live action w reżyserii Nobuhiko Obayashiego premierę miała 11 lipca 1987. Muzykę do filmu skomponował Joe Hisaishi.
W 1995 roku wydany został amerykański film aktorski zatytułowany Drifting School. Za reżyserię odpowiadał Junichi Mimura, a za scenariusz Eric P. Sherman.

## TV drama
Na podstawie mangi powstała TV drama zatytułowana Long Love Letter: Hyōryū kyōshitsu. Za reżyserię odpowiadał Mizuta Narihide, scenariusz napisała Omori Mika, a muzykę skomponował Ryo Yoshimata. 11-odcinkowy serial był emitowany od 9 stycznia do 20 marca na antenie Fuji TV.